# 渋川友子
渋川 友子（しぶかわ ともこ、1955年8月1日 - ）は、日本の元女子バスケットボール選手である。秋田県出身。
全日本メンバーとして1979年の世界選手権に出場した。